# Дельта Цефея
Дельта Цефея (δ Cep / δ Cephei) — двойная звезда, удалённая от Солнца приблизительно на 891 световой год в созвездии Цефея. Имеет собственное имя Альредиф или Аль-Радиф из арабского «الرادف» (al-rādif), что означает Следующая, возможно, по птолемеевской характеристике — «следующая за венцом» (имеется в виду деталь фигуры, изображающей созвездие). Дельта Цефея дала название целому классу очень важных в астрономии звезд — цефеидам.

## Открытие переменности
Пременность была обнаружена и исследована англичанином Джоном Гудрайком в 1784 году. Он описал свое первое наблюдение 19 октября 1784 года, после чего состоялась регулярная серия наблюдений до 28 декабря, и далее в первой половине 1785 года. Изменчивость звезды была описана в письме от 28 июня 1785 года и формально опубликована 1 января 1786 года. Это было второе описание звезд этого типа переменности — 10 сентября 1784 года Эдуард Пиготт заметил изменчивость Эты Орла, первой известной представительницы классических цефеид.

## Характеристики

Кривая блеска звезды δ Цефея

Блеск Дельты Цефея меняется периодично (с периодом 5 дней и 9 часов), причём рост происходит быстрее, чем спад. Звёздная величина равна 3,5m в максимуме и 4,4m в минимуме. Спектральные же исследования этой звезды выявили её на первый взгляд парадоксальные особенности: в минимуме блеска она является типичным представителем спектрального класса G2 (как у нашего Солнца), а к максимуму постепенно превращается в звезду класса F5. Период пульсации составляет 5,366249 дней, при этом повышение до максимума происходит быстрее, чем последующее снижение до минимума. Более того, при уменьшении блеска линии поглощения в её спектре смещаются к синему концу, а при возрастании — к красному. Можно было бы предположить, что звезда является членом двойной системы, но кривая её блеска совершенно не похожа на кривую спектрально-двойных звезд. Это и послужило ключом к разгадке тайны Дельты Цефея.
Все эти особенности объясняются просто: звезда пульсирует, то есть попеременно сжимается и расширяется, изменяя свой диаметр на миллионы километров. Во время пульсации, её радиус, в среднем равный 40 радиусам Солнца, изменяется на четыре радиуса Солнца. При сжатии (сопровождающимся удалением от нас ближней части звезды и, согласно эффекту Доплера, сдвигу спектральных линий в сторону длинных волн) звезда разогревается и изменяет характер спектра — водородные линии усиливаются, а линии металлов ослабевают. Так как светимость звезды пропорциональна температуре в четвёртой степени, то, несмотря на уменьшение излучающей поверхности, блеск звезды возрастает. При расширении наблюдается обратная картина. Звёзды этого типа имеют массу от 3 до 30 M☉ и уже покинули главную последовательность. Водород в их ядре догорает, и в настоящее время они нестабильны и находятся на последних стадиях звёздной эволюции.
Исключительно важной задачей является определение точного расстояния до Дельты Цефея, так как измерив период переменности цефеиды, можно определить её яркость, а затем, измерив видимый блеск, посчитать и расстояние до любой другой цефеиды. В 2002 телескоп Хаббл использовался для точного определения расстояния. Оно оказалось равным 890 световых лет с ~4 % ошибкой. Однако повторный анализ данных Hipparcos обнаружил больший параллакс, чем раньше, что привело к более короткому расстоянию 244 ± 10 пк, что эквивалентно 800 световым годам.
Также в системе имеется компаньон Дельта Цефея B. Он имеет видимую звёздную величину в 7,5m и отстоит от Дельты Цефея на 12 000 а. е., обращаясь с периодом ~500 лет. Его можно разглядеть в небольшой телескоп.